# Ouled Yaïch
Ouled Yaïch (em árabe: اولاد يعيش), anteriormente Dalmatie, é uma cidade e comuna localizada na província de Blida, Argélia. Segundo o censo de 2008, a população total da cidade era de 87 131 habitantes.